# Mülheim an der Ruhr
Mülheim an der Ruhr är en kreisfri stad i det tyska förbundslandet Nordrhein-Westfalen, och är belägen på båda sidor av floden Ruhr, mellan de större städerna Duisburg och Essen. Staden har cirka 170 000 invånare på en yta av 91,29 kvadratkilometer, och är en del av Ruhrområdet.

## Personligheter
- Karl Albrecht
- Carl Ballhaus
- Hannelore Kraft
- Karl von den Steinen
- Hugo Stinnes
- Gerhard Tersteegen
- Fritz Thyssen
- Karl Ziegler